# II Krajowy Festiwal Piosenki Polskiej w Opolu
II Krajowy Festiwal Piosenki Polskiej w Opolu odbył się w 1964.
Drugi Festiwal trwał od 24 do 28 czerwca. Na estradzie amfiteatru, ale też w Teatrze im. Jana Kochanowskiego czy sali Szkoły Muzycznej odbyło się 20 koncertów i imprez towarzyszących, które obejrzało ok. 56 tys. widzów. Koncerty główne prowadzili Jacek Fedorowicz, Lucjan Kydryński i Piotr Skrzynecki. Przewodniczącym jury był Stanisław Ryszard Dobrowolski. Skład jury: Jerzy Ficowski, Jerzy Gembicki, Witold Filler, Edward Fischer, Jerzy Markuszewski, Jan Nagrabiecki, Stanisław Stampf'l, Edward Spyrka, Krzysztof Komeda Trzciński, Lech Terpiłowski, Roman Waschenko, Tadeusz Wysocki. Na scenach pojawiło się 407 wykonawców. W czasie całego festiwalu zaprezentowanych zostało 597 piosenek.

## Koncert „Pierwszy dzień lata”
- Koncert odbył się 24.06.1964
- Prowadzący: Lucjan Kydryński, Jacek Fedorowicz

| „Pierwszy dzień lata”                 | „Pierwszy dzień lata”     | „Pierwszy dzień lata” |
| Wykonawca                             | Piosenka                  |                       |
| ------------------------------------- | ------------------------- | --------------------- |
| Ewa Demarczyk                         | „Czarne anioły”           |                       |
| Tadeusz Chyła                         | „Sen psa”                 |                       |
| Zofia Szumer                          | „Koci twist”              |                       |
| Mieczysław Święcicki                  | „Opuszczony dom”          |                       |
| Regina Pisarek                        | „Deszczem, zawieją”       |                       |
| Tadeusz Woźniakowski                  | „Raz na ludowo”           |                       |
| Mirosława Kubasińska                  | „Brzydkie oczy”           |                       |
| Joanna Rawik                          | „Imieniny”                |                       |
| Barbara Wiśniewska & Jan Stanisławski | „Melbarak”                |                       |
| Kazimiera Utrata                      | „Piosenka o okularnikach” |                       |
| Randia                                | „Zaklęcia”                |                       |
| Bogdana Zagórska                      | „Tańczące Eurydki”        |                       |

## Koncert „Koncert Radia i Telewizji”
- Prowadzący: Lucjan Kydryński, Jacek Fedorowicz

| „Koncert Radia i Telewizji” | „Koncert Radia i Telewizji” | „Koncert Radia i Telewizji”                 |
| Lp.                         | Wykonawca                   | Piosenka                                    |
| --------------------------- | --------------------------- | ------------------------------------------- |
| 1.                          | Iga Cembrzyńska             | „Karolinka, ta z piosenki”                  |
| 2.                          | Alibabki                    | „Idzie świt”                                |
| 3.                          | Krystyna Konarska           | „Spalona ziemia”                            |
| 4.                          | Andrzej Bychowski           | „Stary walc” „Dwudziestolatki” „Charleston” |
| 5.                          | Mieczysław Wojnicki         | „Mała studentka ASP”                        |
| 6.                          | Edward Lubaszenko           | „Ballada o leniwym Prosperze”               |
| 7.                          | Kalina Jędrusik             | „Wyszłam i nie wróciłam”                    |
| 8.                          | Bogdan Czyżewski            | „Nasze dziewczyny”                          |
| 9.                          | Iga Cembrzyńska             | „Intymny świat”                             |
| 10.                         | Kalina Jędrusik             | „Z kim tak ci będzie źle jak ze mną”        |
| 11.                         | Fryderyka Elkana            | „Znad białych wydm”                         |
| 12.                         | Violetta Villas             | „Przyjdzie na to czas”                      |
| 13.                         | Czesław Niemen              | „Pamiętam ten dzień”                        |
| 14.                         | Katarzyna Sobczyk           | „O mnie się nie martw”                      |
| 15.                         | Hanna Rek                   | „Czy pamiętasz ten dom”                     |
| 16.                         | Katarzyna Sobczyk           | „Biedroneczki są w kropeczki”               |
| 17.                         | Tadeusz Woźniakowski        | „Ballada bieszczadzka”                      |
| 18.                         | Anna German                 | „Tańczące Eurydyki”                         |

## Recital Ewy Demarczyk - Wyższa Szkoła Muzyczna, 27.06.1964
1. Opuszczony dom
2. Jaki śmieszny
3. Groszki i róże
4. Kupcie szczeniaka
5. Con vetri quatro mille bachi
6. Rebeka
7. Pocałunki
8. Garbus
9. Znowu gwiazdy
10. Pokochaj mnie
11. Nie jestem głupia

## Laureaci[3]
Nagrody w kategorii „Piosenka kabaretowo-rozrywkowa”:
1. O mnie się nie martw (Józef Krzeczek/Kazimierz Winkler) – wykonawczyni: Katarzyna Sobczyk oraz (ex aequo)
Z kim tak ci będzie źle jak ze mną (Roman Orłow/Wojciech Młynarski) – wykonawczynie: Kalina Jędrusik (Koncert Radia i Telewizji) i Jadwiga Strzelecka (koncert laureatów)
2. Piosenka z przedmieścia (Jerzy Matuszkiewicz/Janusz Kondratowicz) – wykonawczyni: Krystyna Konarska
3. Intymny świat (Andrzej Bień/Ryszard Wojtyłło) – wykonawczyni: Iga Cembrzyńska

Nagrody w kategorii „Piosenka aktorsko-literacka”:
1. Spalona ziemia (Roman Orłow/Wojciech Młynarski) – wykonawczyni: Krystyna Konarska
2. Tańczące Eurydyki (Katarzyna Gärtner/Ewa Rzemieniecka i Aleksander Wojciechowski) – wykonawczyni: Anna German
3. Ballada o leniwym Prosperze (Ryszard Uklański/Bogusław Litwiniec) i Bajka o żołnierzyku (Ryszard Uklański/Janusz Borysiak) – wykonawca: Edward Lubaszenko

Nagrody specjalne m.in. dla piosenek:
- Nim wstanie dzień (Krzysztof Komeda/Agnieszka Osiecka) – wykonawca: Edmund Fetting
- Idzie świt (Zbigniew Ciechan/Jerzy Litwiniuk) – wykonanie:  Alibabki
- Nie twoje kroki (Lucjan Kaszycki/Tadeusz Śliwak) – wykonawczyni: Marta Kotowska[4]
- Dziewczyna WOP-isty (Leopold Kozłowski, Tadeusz Śliwak) wykonawczyni: Bronisława Baranowska
- Dziewczyna z akademika (Zborowski, Vitali albo Andrzej Nowak/Wiesław Dymny[5])
- Jedziemy autostopem (Mateusz Święcicki/Jan Gałkowski, Bogusław Choiński) – wykonawczyni: Karin Stanek
- Niebieska patelnia (Andrzej Nowak/Wiesław Dymny) – wykonanie: Mirosław Obłoński i Ewa Sadowska

Nagroda za interesujący debiut
- Katarzyna Sobczyk – O mnie się nie martw

Wyróżniono m.in. wykonawców: Nie Elżbieta Baranowska tylko Bronisława

- Elżbietę Baranowską
- Wiesława Batora
- Michaja Burano
- Andrzeja Bychowskiego
- Fryderykę Elkanę
- Annę German
- Wiesławę Glinkowską
- Kalinę Jędrusik
- Irenę Kiziuk
- Krystynę Konarską
- Martę Kotowską
- Mirę Kubasińską
- Edwarda Lubaszenkę
- Elżbietę Marciniak
- Wojciecha Młynarskiego
- Mirosława Obłońskiego
- Jerzego Prażmowskiego
- Randię
- Ewę Sadowską
- Katarzynę Sobczyk
- Karin Stanek
- Zofię Szumer
- Teresę Tutinas
- Barbarę Wiśniewską
- Bogdanę Zagórską

Wyróżnienia zespołowe otrzymali:
- Kabaret Piosenki „To Tu”
- Alibabki
- Niebiesko-Czarni
- Warszawska Estrada Wojskowa
- Zespół Śląskiej Estrady Wojskowej

Nagrody w konkursie radiowym na piosenkę festiwalową:
1. Znad białych wydm (M. Sart, A. Tylczyński)
2. Przyjdzie na to czas (Allegro, K. Winkler)
3. Godiva (B. Hardy, J. Urbanowicz)

Nagrodę publiczności przyznano piosence Biedroneczki są w kropeczki (A. Markiewicz, A. Tur, A. Feill) w wykonaniu Katarzyny Sobczyk.
Siedem piosenek festiwalowych (w tym kilka nagrodzonych) ukazało się na 10-calowym LP wydanym przez Polskie Nagrania „Muza”: Echa Festiwalu Opolskiego ’64. W wyniku odgórnych decyzji w koncercie finałowym nie wystąpiła pierwsza wykonawczyni nagrodzonej piosenki „Z kim tak ci będzie źle jak ze mną”; Kalinę Jędrusik zastąpić musiała Jadwiga Strzelecka.